# Squadra pakistana di Fed Cup
La squadra pakistana di Fed Cup rappresenta il Pakistan nella Fed Cup, ed è posta sotto l'egida della Pakistan Tennis Federation.
Essa esordì in Fed Cup nel 1997, e data la scarsissima tradizione tennistica del paese non è mai riuscita a salire di categoria.

## Organico 2011
Aggiornato ai match del gruppo II (2-5 febbraio 2011). Fra parentesi il ranking della giocatrice nei giorni della disputa degli incontri.
- Ushna Suhail (WTA #)
- Sarah Mahboob Khan (WTA #)
- Saba Aziz (WTA #)
- Sara Mansoor (WTA #)

## Ranking ITF
- Il prossimo aggiornamento del ranking è previsto per il mese di febbraio 2012.

| Pakistan nel Ranking ITF (aggiornata al 7 novembre 2011) |               |        |                            |
| Pos                                                      | Squadra       | Punti  | Gruppo                     |
| 75                                                       | Tunisia       | 150.00 | Gruppo III - Europa/Africa |
| 76                                                       | Montenegro    | 128.00 | Gruppo II - Europa/Africa  |
| 77                                                       | Malaysia      | 116.25 | Gruppo II - Asia/Oceania   |
| 78                                                       | Pakistan      | 113.00 | Gruppo II - Asia/Oceania   |
| 79                                                       | Irlanda       | 105.00 | Gruppo III - Europa/Africa |
| 80                                                       | Liechtenstein | 103.50 | Gruppo III - Europa/Africa |
| 81                                                       | Lituania      | 102.50 | Gruppo III - Europa/Africa |